# Sevcan Yaşar
Sevcan Yaşar (* 8. Februar 1990 in Izmir) ist eine türkische Schauspielerin und Model.

## Leben und Karriere
Yaşar wurde am 8. Februar 1990 in Izmir geboren. Sie studierte an der Ege Üniversitesi. Später setzte sie ihr Studium an der Yeditepe Üniversitesi fort. Ihr Debüt gab sie 2012 in der Fernsehserie Kayıp Şehir. Danach spielte sie 2015 in der Serie Aramızda Kalsın mit. Außerdem war sie 2018 in Bahtiyar Ölmez zu sehen. Von 2018 bis 2019 wurde Yaşar für die Serie Erkenci Kuş gecastet. 2022 bekam sie in dem Film Ah Be Birader die Hauptrolle.

## Filmografie
Filme
- 2022: Ah Be Birader

Serien
- 2012–2013: Kayıp Şehir
- 2013: Böyle Bitmesin
- 2015: Aramızda Kalsın
- 2015–2017: Eşkıya Dünyaya Hükümdar Olmaz
- 2018: Bahtiyar Ölmez
- 2018–2019: Erkenci Kuş
- 2019: Eşkıya Dünyaya Hükümdar Olmaz
- 2020: Sen Çal Kapımı
- 2021: Evlilik Hakkında Her Şey